# Die Spur des Windes – Das letzte große Abenteuer
Die Spur des Windes – Das letzte große Abenteuer ist der Titel eines Abenteuerfilms, der 1993 von Amblin Entertainment und Walt Disney Pictures produziert wurde. Für die heute international bekannte Schauspielerin Reese Witherspoon bedeutete dieser Film den Durchbruch.

## Handlung
Nonnie Parker ist ein 14-jähriges Mädchen, das mit seinen Eltern auf einer Farm am Rand der Wüste Kalahari in Südafrika lebt. Sie bewundert den Wildhüter Mopani Theron, mit dem sie oft in der Steppe unterwegs ist und der eines Tages eine Gruppe Wilderer daran hindert, eine Herde Elefanten zu töten. Eines Tages lernt Nonnie den etwa gleichaltrigen New Yorker Stadtjungen Harry Winslow kennen, der mit seinem Vater Urlaub auf der Farm macht. Die beiden Jugendlichen verstehen sich zunächst überhaupt nicht. Während Harry ein typischer Stadtmensch ist, in sich gekehrt ist und der Natur der Wüste nichts abgewinnen kann, begegnet Nonnie dem Leben aufgeschlossener. Als die beiden Jugendlichen mit dem San Xhabbo eines Abends am Lagerfeuer sitzen, wird die Farm von den Wilderern überfallen, die einst von Mohpani am Wildern gehindert wurden. Die Farm wird niedergebrannt, und sowohl Nonnies Eltern als auch Harrys Vater werden getötet. Die Wilderer, deren Anführer John Ricketts ist, entdecken dabei die Anwesenheit der Kinder. Diese müssen fliehen und beschließen daher, mit Hilfe des San Xhabbo in die nächste Stadt zu gehen. Dies jedoch bedeutet einen Gewaltmarsch von über 2000 Kilometern quer durch die Kalahari. Zwei anfänglich unterschiedliche Charaktere müssen auf der Reise ihre Differenzen ablegen und versuchen, gemeinsam zu überleben.

## Kritik
Das Lexikon des internationalen Films urteilte, der Film sei ein für „jugendliche Zuschauer“ inszenierter Abenteuerfilm und „dramaturgisch […] unausgeglichen“. Dennoch biete er „für seine Zielgruppe […] ansprechende Unterhaltung mit teils beeindruckenden Bildern“.
Die Deutsche Film- und Medienbewertung FBW in Wiesbaden verlieh dem Film das Prädikat besonders wertvoll.

## Hintergrundinformationen
Der Film wurde zwischen Mai und September 1992 an Schauplätzen in Namibia und Simbabwe gedreht. Die Premiere feierte er am 12. März 1993 in den USA; im deutschsprachigen Raum war der Film ab dem 26. August 1993 zu sehen. Er erwies sich jedoch als wenig erfolgreich, da er nur etwa 12,8 Millionen US-Dollar an Einspielergebnis erzielte, und 1993 nur auf den 93. Platz der erfolgreichsten Filme des Jahres kam.

## Synchronsprecher
Die Synchronsprecher für die deutsche Fassung:
| - Nonnie Parker: Bianca Krahl - Harry Winslow: Fabian Braasch - John Ricketts: Walter Alich - Xhabbo: Tshamano Sebe - Paul Parker: Mathias Einert | - Elizabeth Parker: Sabine Sebastian - Colonel Mopani Theron: Erik Schumann - Jardin: Michael Telloke - Ladenbesitzer: Jörg Döring - Larry Tang: Roland Hemmo |